# БТ-2
БТ-2 (БТ, Б-Т) — советский лёгкий колёсно-гусеничный танк. 
Советский аналог американского танка М.1931. Первый серийный танк семейства БТ («Быстроходные танки»). Принят на вооружение в соответствии с военной доктриной, определившей преимущества скоростных крейсерских танков, способных в кратчайшие сроки покрывать большие расстояния и действовать на оперативных просторах. Выпускался серийно ХПЗ в 1932—1933 годах.

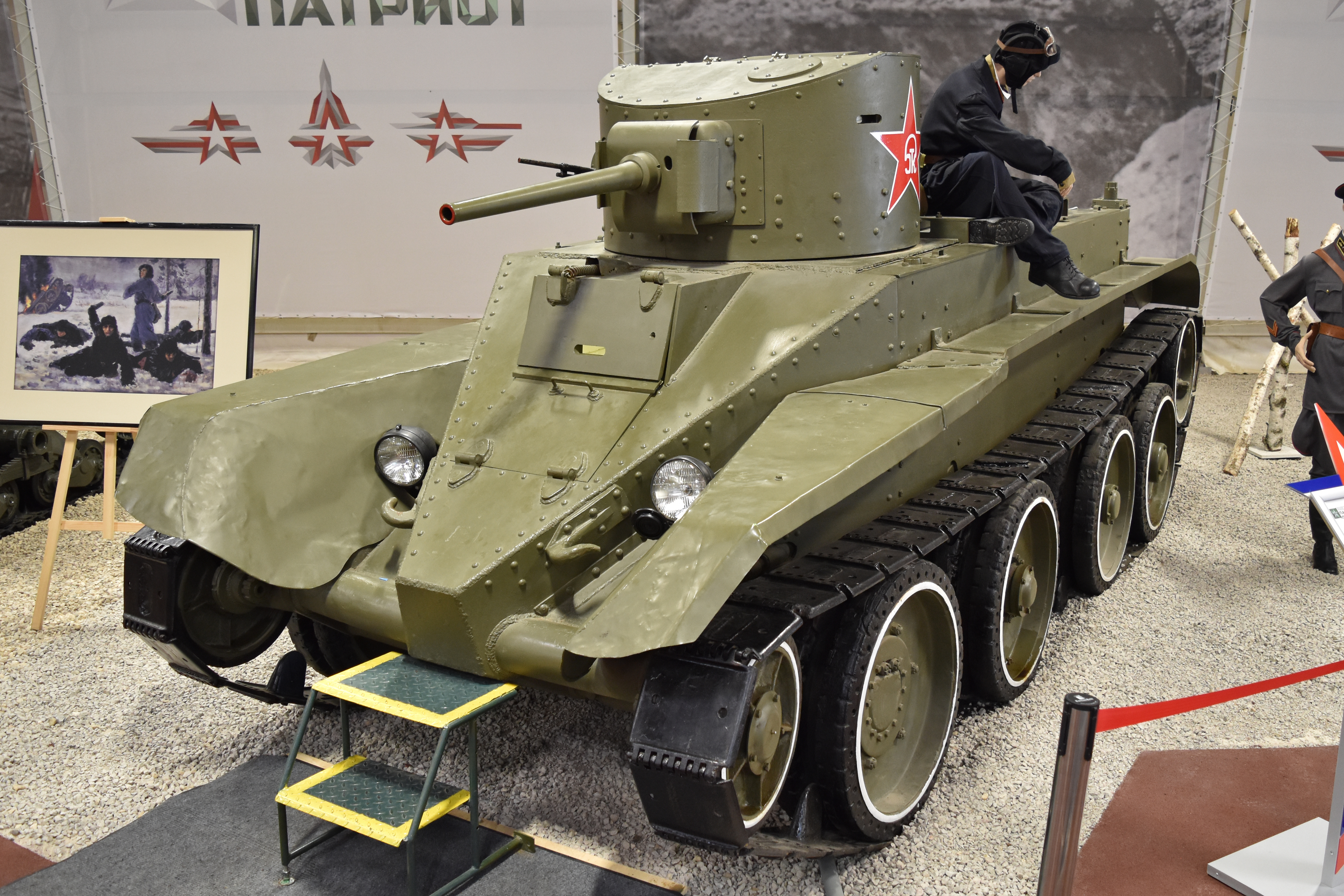
Лёгкий танк БТ-2 в экспозиции бронетанкового музея в Кубинке

## История создания
Первая мировая война имела преимущественно позиционный характер. Разгоревшаяся в России Гражданская война 1918-22 гг. приобрела характер манёвренной, с широким применением кавалерийских корпусов, эффективно действующих в глубоком тылу противника. Боевой опыт гражданской войны лёг в основу разработки советской военной «Теории глубокой наступательной операции», с единой тактикой боевого применения кавалерийских и механизированных частей. Эта теория предполагала создание технической базы — крупного парка броневых сил РККА. Активными сторонниками создания мощных танковых частей в РККА были видные военачальники — командармы М. Н. Тухачевский, И. Э. Якир, И. П. Уборевич, комкор И. А. Халепский, руководители и специалисты тяжёлой промышленности Г. К. Орджоникидзе, К. А. Нейман, И. П. Бардин, И. Ф. Тевосян и др. Вплоть до 1929 года в СССР отсутствовала производственно-технологическая база танкостроения, практически не развивалась технология производства высококачественной брони, танковых двигателей, не велась подготовка квалифицированных кадров рабочих и специалистов. В 1929 году было принято Постановление ЦК ВКП(б) и СНК СССР «О состоянии обороны СССР», в котором, в частности, ставилась задача: добиться в течение ближайших двух лет получения опытных образцов, а затем и внедрения в армию всех современных типов танков. В 1929 году Реввоенсовет СССР разработал конкретные мероприятия для развёртывания опытного танкостроения на пяти заводах: в Москве, Ленинграде, Нижнем Новгороде и Харькове. В начале 1930-х годов, под руководством М. Н. Тухачевского и при участии В. К. Триандафиллова, К. В. Калиновского и других военачальников велась разработка теории глубокой операции и боя, в которой основная роль отводилась танковым и механизированным войскам.
18 декабря 1929 года Реввоенсовет СССР утвердил «Систему танко-тракторного автоброневого вооружения РККА» (протокол № 29) — документ, определивший направления строительства броневых сил РККА с использованием всех возможных типов бронетанковой и автотракторной техники в соответствии с оборонительной военной доктриной СССР и в соответствии с впервые в мире разработанной советскими военачальниками «Теорией глубокой наступательной операции», предусматривающей применение крупных бронетанковых соединений. При этом руководство СССР планировало развитие военной промышленности в направлении обеспечения крупносерийного производства бронетанковой техники, образцы которой не могли быть осуществлены при существующем низком технологическом уровне производства. В частности: завод «Большевик» собирал танки МС-1 поштучно, срывая сроки поставок, Харьковский паровозостроительный завод (ХПЗ) не смог наладить серийное производство танка Т-24.
В октябре 1928 года в Соединённые Штаты Америки в качестве представителя советского торгового агентства «Амторг» («Amtorg Trading Corporation») впервые прибыл начальник Управления моторизации и механизации (УММ) РККА — Иннокентий Халепский. Официальные дипломатические отношения США с СССР тогда ещё не поддерживали, но торговые барьеры были сняты. Официальной целью приезда в США являлось участие в коммерческих переговорах с фирмой «Ford Motor Company», завершившиеся покупкой в 1929 году оборудования для Нижегородского автозавода. При этом И. А. Халепский, в течение 6 месяцев посещая военные арсеналы и Абердинский полигон, заинтересовался лёгким танком марки Т1 фирмы «Cunningham». В конце 1929 году эту фирму официально запросили о предельных ценах на закупку для СССР партии танков в количестве 50 и более единиц. Фирма обратилась за консультацией в Военное министерство. Военный министр Патрик Дж. Хёрли разрешил сделку с целью стимулирования работы фирмы в области танкостроения. Сделку одобрил и президент Гувер на фоне протестов со стороны госдепартамента.
30 декабря 1929 года в США снова прибыла советская делегация во главе с И. Халепским. Задачей комиссии было знакомство с передовыми образцами бронетанковой техники и их закупка. Комиссию заинтересовали танки конструктора Дж. У. Кристи, специализировавшегося на проектировании быстроходных колёсно-гусеничных танков. Танки Кристи демонстрировали рекордные показатели скорости (например, танк M1928 наделал много шума незадолго до приезда комиссии), но не вызывали особого интереса в американской армии, традиционно находившейся (по сравнению с флотом) на вторых ролях и имеющей в то время очень незначительное количество танков.
В марте 1930 года И. А. Халепский вновь прибыл в США для заключения контракта с фирмой «Cunningham» на закупку танков марки Т1. Однако, увидев на полигоне быстроходный колёсно-гусеничный танк М.1930, И. Халепский мгновенно утратил интерес к танку Т1 и решил провести переговоры с конструктором танка М.1930 — У. Кристи.
В апреле 1930 года конструктор танка М.1930 У. Кристи добился разрешения (при содействии помощника начальника штаба — генерала Д. Макартура) продать «Амторгу» два шасси М.1930.
Советской комиссии Кристи предложил усовершенствованный танк M1940. Поначалу перспектива закупки танка вызывала большие сомнения, поскольку танк подобной концепции не входил в советскую систему вооружений. Однако Кристи (в отличие от ряда других фирм) охотно шёл на сотрудничество, выражая готовность передать любую техническую документацию и даже работать в СССР; танк показался достаточно простым для серийного производства; и, наконец, появилась информация, что танк Кристи собираются производить поляки (а Польша считалась в те годы наиболее вероятным потенциальным противником). В итоге 28 апреля 1930 года был подписан договор, предусматривающий продажу СССР двух танков M1940 с технической документацией и лицензией на производство за 60 тысяч долларов.
В июне 1930 года состоялась первая встреча И. А. Халепского и сопровождающих его членов комиссии Н. М. Тоскина и В. Д. Свиридова с американским конструктором Уолтером Кристи. Тогда же у советских представителей появилась возможность ознакомиться с его новейшей разработкой — танком М.1931. Внешне И. А. Халепский не проявлял особого интереса к танку М.1931, который, якобы, не соответствовал утверждённой системе вооружения РККА. Тем не менее, в июне 1930 года конструктор У. Кристи и представители УММ РККА договорились, без подписания каких-либо бумаг и без приобретения каких-либо лицензий на производство, о поставке двух танков в полной комплектации, с конструкторско-технологической документацией и правом на их изготовление в СССР. У. Кристи обязался предоставлять информацию о дальнейшей модернизации танка М.1931. Общая стоимость сделки составила 160 тысяч долларов.
В ноябре 1930 года У. Кристи запросил у Департамента вооружений разрешение на проведение обкатки на Абердинском полигоне двух танков М.1930 для СССР, но получает негодующе отрицательный ответ — реакция на срыв сроков поставки танка Департаменту вооружений к 1 сентября 1930 года.
21 ноября 1930 года РВС СССР принимает решение о производстве танков Кристи в СССР. Примерно в то же время танк получил своё имя — БТ.
К середине декабря 1930 года два танка М.1930 (без башен и вооружения) были полностью готовы. Офицер-испытатель Д. Тарп рапортовал, что русский приёмщик очень доволен и отмечает, что такие танки можно делать в больших количествах.
23 декабря 1930 года У. Кристи уведомил Госдепартамент о наличии у него двух коммерческих тракторов для «Амторга» и получил разрешение на их отгрузку.
24 декабря 1930 года судно с псевдотракторами вышло из Нью-Йорка. Прибывший вскоре в Госдепартамент представитель Военного министерства подполковник Крейн получил разъяснения в том, что было выдано разрешение на отгрузку коммерческих тракторов и оснований для отказа не было.
27 декабря 1930 года Крейн по телефону заявил У. Кристи, что Военное министерство располагает неопровержимыми данными о закулисной продаже танков России, на что У. Кристи ответил, что это были тракторы.
Поскольку условия соглашения были выполнены не полностью (машины, отправленные в СССР, не имели башен с вооружением, а комплект документации был не полным), с Кристи было удержано 25 тысяч долларов, что послужило причиной его отказа от приглашения переехать на работу в СССР. Свой отказ приехать в СССР он использовал для влияния на военное ведомство США — и в результате получил заказ на семь танков для американской армии. Впоследствии, вопреки условиям соглашения, У. Кристи отказался информировать советскую сторону о вносимых изменениях конструкции своего танка. В этой связи, находящийся в США советский представитель В. Д. Свиридов без особых затруднений приобрёл необходимые чертежи у помощников У. Кристи.
В начале 1931 года танки М.1931 прибыли в СССР и были всесторонне изучены и испытаны.
Импортные машины на Харьковском паровозостроительном заводе, где намечалось развернуть производство машин, именовались «Оригинал I» и «Оригинал II».
В марте 1931 года машину № 2051 доставили на полигон в Кубинку, где её показали высшему и старшему командному составу РККА и членам правительства.
14 марта 1931 года начались показы танка представителям командования РККА. Танк произвёл благоприятное впечатление. Первоначально планировалось, что его производством займётся Ярославский автозавод, но быстро стало ясно, что производство столь сложного танка ему не под силу. Одно время планировалось развернуть его производство на заводе «Большевик», но он был перегружен заказами, а Харьковский паровозостроительный завод, имевший сильную производственную базу и опыт постройки танков Т-24, после отмены заказа на него оказался свободен. В итоге БТ решили производить в Харькове.
В марте 1931 года, после испытаний на полигоне под Воронежем, на ХПЗ был передан для изучения один лёгкий быстроходный колёсно-гусеничный танк формы «Кристи». В это время на ХПЗ уже шло строительство корпусов и цехов танкового производства. Был создан танковый отдел (Т2), в состав которого вошли механический, сборочный, сдаточный, опытный и другие цеха, а также СКБ, технологическое бюро подготовки производства, отдел сварки корпусов и башен, необходимые службы.
21 мая 1931 года Приказом ВСНХ СССР № 73 от 21 мая 1931 года для обеспечения организации производства танков БТ-2 на ХПЗ было создано КБ в составе: 11 инженеров и 4-х чертежников-конструкторов от ГКБ ОРПО (Орудийно-пулемётное объединение), два представителя от Ижорского завода, 15 инженеров из НАТИ (Научный автотракторный институт), двое — от УММ РККА, от ХПЗ — танко-конструкторское бюро в полном составе. Руководство вновь созданным бюро было возложено на начальника ГКБ ОРПО С. А. Гинсбурга, его заместителем был назначен председатель танковой секции Технического комитета УММ РККА Н. М. Тоскин.
23 мая 1931 года протоколом Комитета Обороны «О танкостроении» предписывалось ввести танк БТ в систему вооружения РККА и развернуть его производство на ХПЗ. Планировалось, что БТ будет «танком-истребителем»: действуя совместно с Т-26, он должен был защищать его от танков противника.
В мае — июне 1931 года танки Кристи проходили испытания, по результатам которых был составлен отчёт, требовавший устранения ряда недоработок и усовершенствования конструкции. Это сделало невозможным прямое копирование танка, как планировалось вначале. Башню танка вообще ещё нужно было создать. Для доводки танка было создано специальное КБ под руководством Н. М. Тоскина.
Николай Михайлович Тоскин — военинженер 2-го ранга, энергичный и эрудированный конструктор — внёс большой вклад в создание и отработку конструкции танка БТ-2, в формирование и становление танкового КБ. В те годы в танковом КБ отдела Т2К активно работали: П. Н. Горюн, В. М. Дорошенко, Б. А. Дикань, А. В. Колесников, Н. А. Кучеренко, А. А. Морозов, А. А. Молоштанов, М. И. Таршинов, А. Г. Ульяненко, И. Г. Усик и другие.
25 мая 1931 года танковое КБ ХПЗ приступило к работе над чертежами и спецификациями для танка БТ-2. Вся документация должна была быть готова в полуторамесячный срок — к 15 июля 1931 года. Разработка конструкторской документации производилась с учётом опыта накопленного при создании танка Т-24, когда постоянное внесение изменений в ходе освоения серийного производства привело фактически к его срыву. Разработка конструкторской документации производилась на основе чертежей полученных от Кристи, тогда как сами танки М.1931 прибыли на завод только в январе 1932 года.
Принят на вооружение Красной армии постановлением РВС СССР № 20 от 3 июня 1931 года, как «средний танк типа Кристи». Машина именовалась Б-Т или просто БТ. Обозначение БТ-2 появилось только в 1932 году, когда велись работы по вооружению танка 45-мм пушкой (будущий БТ-5).
К изготовлению первых шести пробных машин планировалось приступить 15 июня 1931 года, с расчётом закончить их изготовление к 1 ноября 1931 года. Фактически, к установленному сроку были выпущены только три машины, из которых две были показаны на праздничном параде в Харькове 7 ноября 1931 года (третья остановилась из-за пожара двигателя). Эти три танка имели корпуса и башни, изготовленные из обычной стали. Всего было изготовлено 13 таких корпусов и 66 башен (ХПЗ не смог сразу освоить производство бронепроката). Впоследствии часть из этих танков получили бронированные корпуса и башни, остальные использовались как учебные. Планом на 1931 год предусматривался выпуск 50 единиц БТ-2, но фактически были построены только три машины, которые не были приняты военными представителями заказчика.
Первые 6 танков планировалось изготовить к 7 ноября 1931 года для участия в парадах. Производство первых образцов шло трудно, поскольку руководство ХПЗ не горело желанием осваивать совершенно новый и незнакомый танк, предлагая продолжить производство Т-24. После принятия ряда решений на уровне руководства УММ и правительства с большим трудом удалось построить 3 опытных образца, 2 из которых участвовали в параде 7 ноября 1931 года в Москве (у третьего танка возник пожар в моторном отделении). У руководства РККА возникли сомнения по поводу целесообразности производства танка, однако в итоге было решено продолжить производство.
6 декабря 1931 года начальником танкового конструкторского бюро (Т2К) был назначен Афанасий Осипович Фирсов (прежний начальник танкового КБ военинженер 2-го ранга — Николай Михайлович Тоскин — был отозван в Москву в УММ РККА).
В 1932 году финансовые проблемы вынудили американского конструктора У. Кристи предложить советским представителям купить новейший образец — «летающий танк» М.1932. Машина была приобретена советской стороной за 20 тысяч долларов и летом 1932 года нелегально (вопреки запрету госдепартамента США на продажу) была перевезена в СССР, где получила войсковое обозначение БТ-32. Этот танк был испытан и показан на военном параде в Харькове.

## Производство
В начале 1932 г. на ХПЗ был начат выпуск первых лёгких колёсно-гусеничных танков БТ-2. Серийное производство танка сразу столкнулось с большим количеством трудностей. СССР в то время только начинал осваивать тяжёлую промышленность, и для производства передового образца бронетанковой техники не хватало буквально всего — подготовленных кадров, станков, качественных материалов, а ввод в строй новых цехов задерживался в связи с отсутствием стройматериалов и необходимого оборудования, в основном закупаемого за границей. Возникали проблемы с производством качественной брони и формированием из неё корпуса и башен. Танк остался без двигателя — производство М-5 было прекращено. На танки стали ставить моторы, выработавшие свой ресурс в авиации, а также пришлось срочно закупать в США имевшиеся там запасы данного («Либерти») устаревшего двигателя. Закупили 2000 шт., частично тоже бывшие в употреблении. Но закупленные двигатели требовали ремонта, отличались невысокой надёжностью и пожароопасностью. Их техническое состояние оставляло желать лучшего. После переборки на Ленинградском заводе «Красный Октябрь» они поставлялись на ХПЗ. Ещё в августе 1931 г. был поднят вопрос о замене двигателей М-5 на серийно производимые М-17, но это предложение отверг Начвоенвозддухосил Я. И. Алкснис. По его мнению, в 1932 г. только для установки на новые самолёты требовалось (не считая запасных) 3000 моторов М-17, а промышленность могла дать их всего 2000.
В 1932 г. начальником Танкового отдела Т2 ХПЗ был назначен Л. И. Зайчик; механическими цехами руководили Ф. С. Булгаков, И. К. Капленко, А. Л. Хаитов и другие специалисты. Главным технологом Танкового отдела Т2 был назначен видный специалист К. И. Цереквицкий; начальником ОТК танкового отдела С. М. Махонин. Большую помощь производству в выявлении и устранении дефектов танка БТ-2 оказал сложившийся в отделе водительский состав испытателей, в основном — шоферы 1-го класса Ф. В. Захарченко, Ф. М. Курдупов, Н. Т. Ратутный, Г. М. Фомин и другие.
В докладе о ходе работ на ХПЗ за первый квартал 1932 г. сообщалось: «Собранные и отправленные в распоряжение УММ РККА 6 машин не приняты ни военной приёмкой УММ, ни техконтролем завода. Эти машины не могут быть боевыми и даже не могут использованы как учебные вследствие низкого качества сборки. В результате, за 6 месяцев работы (серийное производство) собрано 6 негодных машин».
В сентябре 1932 г. из 35 ед. танков БТ-2, имевшихся в 5-м танковом батальоне мехбригады имени К. Б. Калиновского, 27 ед. постоянно находились в среднем и мелком ремонте. Возникли проблемы с опорными катками. Низкое качество резины приводило к разрушению грузошин по вентиляционным отверстиям и их отрыву от стального бандажа. Вместе с тем грузошины «Оригинала I» прошли по шоссе свыше 1000 км без каких либо дефектов.
С запуском танка БТ-2 в серийное производство проявились дефекты моторной установки, основных механизмов трансмиссии и ходовой части. Двигатель «Либерти» был капризным, трудно запускался, в работе перегревался, при запуске мог загораться. Продолжительное время дорабатывались воздухоочистители, которые неудовлетворительно очищали от пыли воздух, поступающий в двигатель, сокращая срок его службы.
ХПЗ не смог сразу освоить производство штампованных дисков опорных катков и на танки первоначально устанавливались литые спицевые катковые центры, утяжеляющие машину на 800 кг. Первые диски были отштампованы только в конце 1932 г. При установленном Плане производства 600 ед. танков БТ-2 в 1932 г., завод предъявил к сдаче только 434 машины, из которых военной приёмкой были приняты 396 машин, причём 350 из них была без вооружения.
Осенью 1932 г. в период освоения серийного производства танков БТ-2, на ХПЗ прибыл нарком тяжёлой промышленности СССР — Г. К. Орджоникидзе. На совещании у директора завода нарком рассмотрел ряд организационных вопросов и попросил ознакомить его лично с танком в пробеге. На следующий день в присутствии директора и наркома на заводской испытательной трассе водитель Ф. М. Курдупов провёл заводскую обкатку шасси танка БТ-2, сошедшего с конвейера.
Вооружение танка БТ-2 явилось самостоятельной проблемой.
Крупные проблемы возникли с вооружением. Первоначально планировалось установить на танк 37-мм пушку ПС-2, но наладить её серийное производство не удалось. Положение спасло принятие на вооружение пушки Б-3, представлявшую собой наложение ствола и казённика противотанковой пушки 1К (закупленная немецкая пушка фирмы «Рейнметалл») на ложе с противооткатными устройствами пушки ПС-2. Однако и с производством Б-3 возникли проблемы, эта пушка выпускалась на заводе им. Калинина с большим трудом полукустарным методом. Кроме того, отработать спаренную установку пушки и пулемёта так и не удалось. Это привело к необходимости перерабатывать конструкцию башни для установки сбоку шаровой установки пулемёта. Однако первые 60 башен были выпущены без такой установки, и, соответственно, танки остались без пулемётного вооружения. Поскольку выпуск танков опережал производство пушек, часть танков пошла в войска невооружёнными. Сначала планировалось устанавливать на танки 37-мм пушку Гочкиса, но их в наличии в достаточном количестве не оказалось. Чтобы как-то исправить ситуацию, было решено прямо в войсках вместо пушки устанавливать спарку пулемётов ДТ или ДА. Это рассматривалось как временная мера, планировалось в будущем заменить их на 45-мм пушку, но этого так и не было сделано. В итоге большая часть БТ-2 оказалась вооружена только пулемётами.
На БТ-2 предполагалось установить 37-мм пушку Б-3(5К) спаренную с пулемётом ДТ.
В 1931 г. на заводе № 8 (р.п. Калининский) была запущена в производство партия пушек 5К (350 штук). Впрочем, завод в полном объёме с заданием не справился, выпустив только 275 орудий. Вскоре выяснилось, что ГАУ не справилось с изготовлением опытных образцов спаренной установки и вследствие этого отказалось от постановки её на производство. Большую роль в адаптации пушки к башне танка сыграл ленинградский завод Большевик. Именно поэтому система получила индекс Б-3. В этой связи, в 1-м квартале 1932 г. были внесены изменения в чертежи башни, и первые 60 башен, изготовленные Ижорским заводом, доработали под установку одинарной пушки. В этих башнях оказалось невозможным вырезать отверстие под шаровую установку пулемёта ДТ. В таком виде башни были установлены на танки, поступившие в войска. Все остальные башни уже имели вырез под установку пулемета.
Большая танковая программа 1932 г. предусматривала, первые 350 танков БТ-2 вооружить 37-мм пушкой Б-3 и пулемётом ДТ в раздельных установках, а остальные машины вооружить 45-мм пушкой 20К, опытный образец которой прошёл испытания во 2-м квартале 1932 г. и был принят к производству на заводе № 8. Под пушку 20К, спаренную с пулемётом ДТ, для танков Т-26 и БТ-2 были спроектированы новые башни увеличенного размера. Испытания стрельбой показали их высокую надёжность. Производство башен под 45-мм пушку 20К было начато в конце 1932 г. на Ижорском и Мариупольском заводах. Ижорский завод выпускал башни усовершенствованного типа (с большой нишей), а Мариупольский завод первые 230 башен изготовил по первому варианту (с малой нишей). Но на танках БТ-2 эти башни не устанавливались.
Постепенно производственные проблемы были решены.
Производство:
1932 — 396
1933 — 221. Ещё три танка были закончены уже в варианте БТ-5.
Всего в 1932—1933 гг. ХПЗ изготовил 617 танков БТ-2, из которых 350 ед. не имели пушек. Вооружить их пушкой Б-3 не представлялось возможным, так как завод № 8 выпускал её без разработанного технологического процесса, кустарным способом. Заказ на 350 пушек так и не был выполнен полностью.
В результате, только 190 танков получили 37-мм пушку Б-3 (5К), остальные вооружили спаркой авиационных пулеметов ДА-2, а также несколько танков оснастили 37-мм пушкой Гочкиса.
Так, на 1 января 1935 года в РККА числились 417 пулеметных и 173 пушечных танка. Остальные находились в ремонте и на складах, но их вооружение не указано; предположительно это были 10 пулеметных и 17 пушечных танков.
В июне 1933 года, в связи с началом производства танка БТ-5 (по сути, БТ с новой башней с 45-мм пушкой), производство БТ-2 было прекращено.

## Описание конструкции
БТ-2 представлял собой однобашенный лёгкий колёсно-гусеничный танк классической компоновки с пушечно-пулемётным вооружением и противопульным бронированием.

### Корпус и башня
Танк БТ-2 имел классическую компоновку и разделялся на четыре отделения (от носа к корме): управления, боевое, силовое и трансмиссионное. Корпус танка не имел рациональных углов наклона, за исключением передней части, которая имела вид усечённой пирамиды для обеспечения поворота передних ведущих колёс и уменьшения мёртвого пространства при стрельбе. В верхнем лобовом листе размещался люк для посадки механика-водителя. Башня танка цилиндрическая, клёпаная, со скосом спереди сверху. Численность экипажа танка составляла 2 человека (информация некоторых источников об экипаже в 3 человека не соответствует действительности)(не подтверждено).

### Вооружение
Стандартное вооружение танка включало 37-мм танковую пушку Б-3 (5К) обр. 1930 с горизонтальным клиновым четверть автоматическим затвором и один 7,62-мм пулемёт ДТ в шаровой установке справа от пушки.
Характеристики пушки:
- Начальная скорость: 700 м/с.
- Углы наведения по вертикали: от −8 до +25 градусов.
- Прицелы: телескопический.
- Скорострельность пушки с исправлением наводки: до 12 выстр/мин.
- Наибольшая дальность стрельбы: 2000 м.
- Приводы наведения: ручные.
- Боекомплект: 92 выстрела.

Боекомплект к пулемёту составлял 43 магазина (2709 патронов).
Часть танков по причине нехватки пушек имела другое вооружение. Вместо пушки устанавливалась спаренная пулемётная установка с 7,62-мм танковыми пулемётами ДТ (установка ДТ-2). Углы наведения установки по вертикали составляли от −25 до +22 градусов, по горизонтали (без поворота башни) — вправо 6 градусов, влево 8 градусов. Боекомплект пулемётов не увеличивался и составлял 2709 патронов.
Два танка были вооружены авиационными пулемётами ШКАС.
60 первых танков имели башню без дополнительной пулемётной шаровой установки. Всего было выпущено около 430 танков с пулемётным вооружением и 190 танков с пушечным (60) и пушечно-пулемётным (130) вооружением. На нескольких танках установили 37-мм пушки Гочкиса. На1 января 1935 года в войсках числилось 417 пулеметных и 173 пушечных танка БТ-2. Ещё 30 машин находились на ремонте или на складах, но разбивка по вооружению не указывается. На 1 ноября 1936 года в РККА состояло 187 боевых и 36 учебных пушек Б-3, около 30 из которых стояли в Т-26.

### Бронирование
Броневая защита танка изготавливалась из листов катаной гомогенной брони, собираемой на болтах и заклёпках. Броня (кроме передней части корпуса и, в какой-то мере, башни) не имела рациональных углов наклона и защищала только от пуль стрелкового оружия и осколков снарядов и мин малого и среднего калибра.

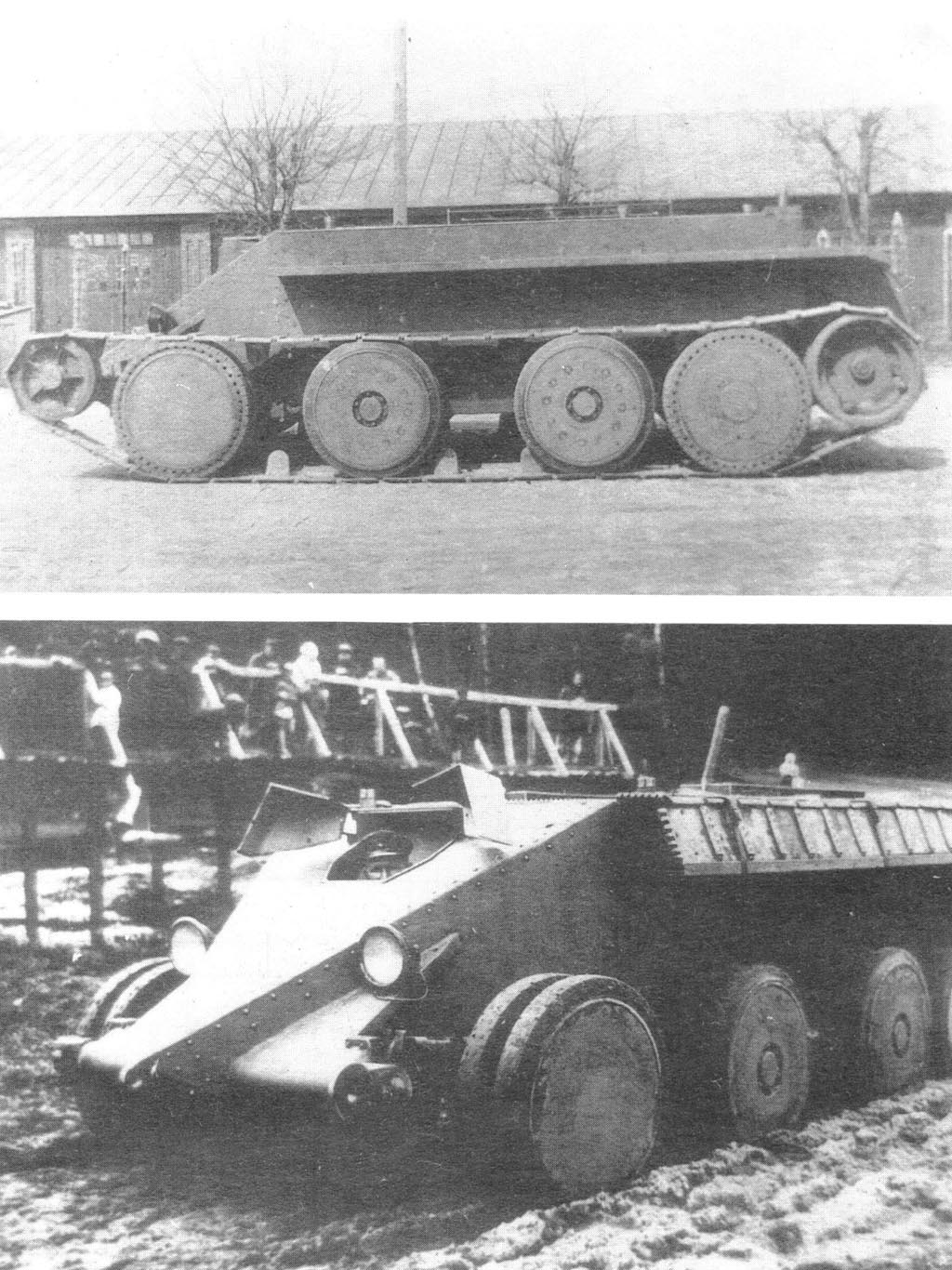
Танк Кристи на испытаниях в СССР

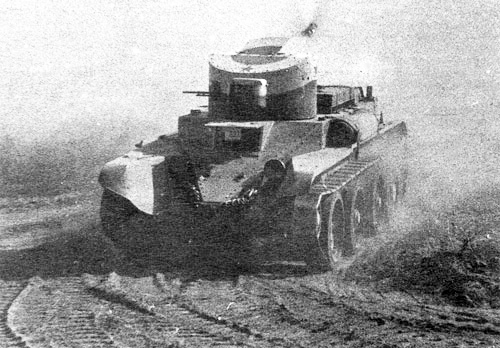
БТ-2 пулемётный на манёврах

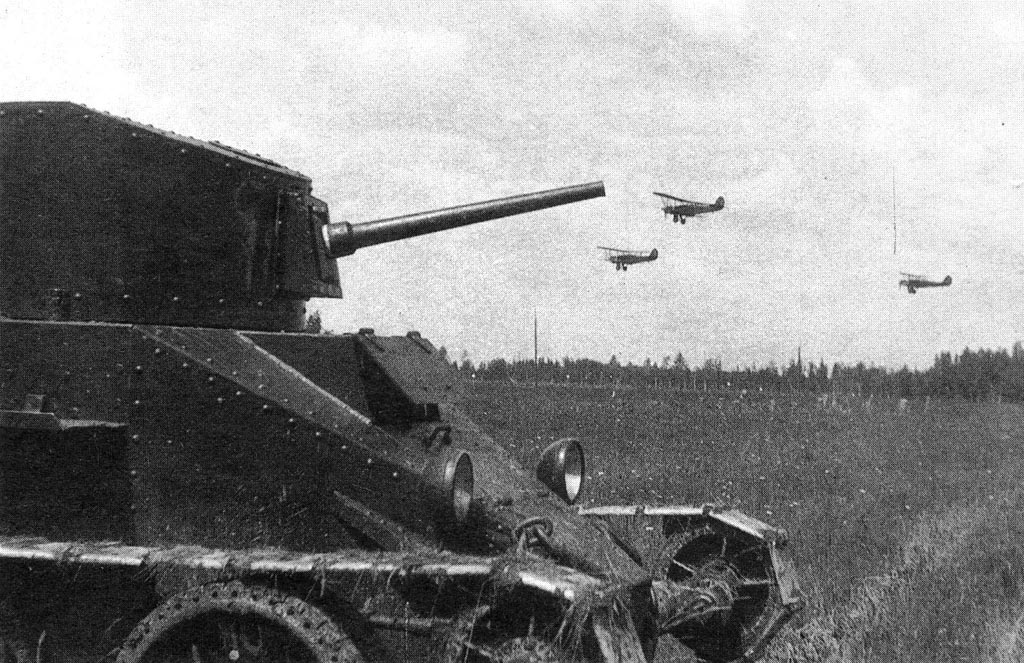
БТ-2 пушечный

### Двигатель и трансмиссия
Танк был снабжён авиационным карбюраторным четырёхтактным 12-цилиндровым V-образным двигателем жидкостного охлаждения «Либерти» (или его производимым в СССР аналогом М-5-400) мощностью 400 л. с. Значительная часть двигателей была бывшими в употреблении.
Трансмиссия механическая, состояла из многодискового главного фрикциона сухого трения, пятиступенчатой КПП (4 передачи переднего хода и одна заднего), двух многодисковых бортовых фрикционов с ленточными тормозами, двух одноступенчатых бортовых редукторов и двух редукторов (гитар) привода к задним опорным каткам — ведущих при колёсном ходе.

### Ходовая часть
Танк имел индивидуальную пружинную («свечную») подвеску, широко известную как «подвеска Кристи». Три вертикальные пружины относительно каждого борта корпуса располагались между наружным броневым листом и внутренней стенкой борта корпуса, а одна располагалась горизонтально внутри корпуса в боевом отделении. Вертикальные пружины были связаны через балансиры с задними и средними опорными катками, а горизонтальные — с передними управляемыми катками.
Танк имел комбинированный колёсно-гусеничный движитель, состоящий из 2 ведущих колёс заднего расположения диаметром 640 мм, 2 направляющих колёс переднего расположения диаметром 550 мм, 8 опорных катков диаметром 815 мм с резиновыми бандажами и 2 стальных многозвенных гусеничных цепей с шириной трака 263 мм. При переходе на колёсный ход гусеничные цепи снимались, разбирались на 4 части и укладывались на надгусеничные полки. Привод от КПП в этом случае осуществлялся на заднюю пару опорных катков, управлялся же танк поворотом передних катков. Переход с гусеничного хода на колёсный занимал 30—40 минут.
Среднетехническая скорость танка была существенно ниже максимальной и составляла на гусеницах 25 км/ч по шоссе и 22 км/ч по просёлку, а на колёсах — 22 км/ч по шоссе. На колёсном ходе танк мог передвигаться только по дорогам с твёрдым покрытием, по причине высокого удельного давления на грунт и наличия только одной пары ведущих колёс (катков). В то же время высокая удельная мощность позволяла танкам осуществлять прыжки (в длину, через препятствие) на 15—20 (максимально — до 40) метров.

### Приборы наблюдения и связи
Танк не имел специальных средств наблюдения и связи. В боевой обстановке наблюдение механиком-водителем осуществлялось через смотровую щель, а командиром — через прицел. Радиостанции не было, внешнюю связь планировалось осуществлять с помощью флажковых сигналов, для чего в башне имелся специальный люк. Внутренняя связь осуществлялась с помощью светосигнального устройства.

## Модификации и прототипы
Указать, сколько конкретно было выпущено танков каждой модификации, не представляется возможным, поскольку у разных авторов данные сильно различаются. Совершенно точно то, что пулемётных танков было значительно больше, чем пушечных.
- M1930 (так же «БТ-1») — закупленные танки Кристи (2 штуки), использованные как прототипы. Судьба не выяснена.
- БТ-2 пушечно-пулемётный — вооружение — 37-мм пушка Б-3 и 1 пулемёт ДТ. Серийная модификация.
- БТ-2 пушечный — вооружение — 37-мм пушка Б-3.
- БТ-2 пулемётный — вооружение — 1 пулемёт ДТ в шаровой установке и 2 спаренных пулемёта ДТ (возможно также ДА). Серийная модификация.
- БТ-2 пулемётный без шаровой установки — вооружение — 2 спаренных пулемёта ДА. Серийная модификация.
- БТ-3 — отличался от БТ-2 тем, что в нём были использованы метрические резьбы вместо дюймовых. В серийном производстве этот танк находился с 1932 года, однако в документах он по-прежнему именовался БТ-2.[4]
- БТ-2 химический — оборудован прибором ТДП-3. На 1 июня 1941 года один числился в МВО.

Опытные модификации:
- БТ-2-ИС (БТ-ИС) — вариант танка БТ-2 с тремя парами ведущих колёс (I, II и IV), что обеспечивало ему повышенную проходимость на колёсном ходу. Разработка этой уникальной машины началась в 1935 году под руководством Н.Ф. Цыганова. Единственный экземпляр БТ-2-ИС был успешно испытан и впоследствии переоборудован обратно в стандартный вариант БТ-2.
- БТ-2 с 203-мм динамореактивной пушкой. Выпущен в единственном экземпляре в 1934 году. В танк ставилась 203-мм пушка Курчевского. Не принят на вооружение по причине сильного отката после выстрела и повреждения некоторых компонентов машины.
- Д-38 — артиллерийский танк, созданный на базе БТ-2 с башней конструкции Н.И. Дыренкова. Разработка велась в конце 1931 — начале 1932 годов под руководством Н. Гуленко, ведущего инженера. Построен один прототип.
- БТ-2 с башней конструкции КБ ЭКУ ОГПУ — эскизный проект артиллерийского танка с 76-мм пушкой в  цилиндрической башне с увеличенным погоном. Изготовлена только башня.[4]
- БТ-4 — версия танка, отличающаяся сварным корпусом, боковыми буксирными крюками и управляемыми жалюзи для выхода горячего воздуха. Конструкция подкосов корпуса была изменена, чтобы можно было снять пружины подвески без демонтажа бокового листа, а также для более быстрой навески брони. Было изготовлено три опытных образца с клёпанным корпусом.[4]
- БТ-6 — модификация танка БТ-4, разработанная Харьковским конструкторским бюро под руководством А.О. Фирсова. Вооружение было взято у танка БТ-5. Буксирные крюки, как у БТ-2, но при этом их жёсткость была увеличена за счёт приварки к консолям крыльев. Изменена конструкция кормового бронелиста и бронирования гитары. Кроме того, были внесены и другие изменения. Опытный образец был изготовлен в конце 1932 года, однако работы по проекту были прекращены в пользу расширения проекта БТ-4.[4]
- В августе 1932 года проводились работы по созданию БТ-2 с пневматическими колёсами ПК. Целью этих работ было обеспечить машине необходимый запас плавучести для преодоления водных преград вплавь. В результате вес машины удалось снизить на 1800 кг. Однако из-за сложностей с компоновкой ходовой части работы были прекращены.[4]
- ХБТ-2 (БХМ-2) — проектный химический танк, оснащённый оборудованием КС-23. На надгусеничных полках по бокам машины установлены резервуары для химикатов общим объёмом 1000 литров. При движении со скоростью 12 км/ч обеспечивается заражение отравляющими веществами площади в 25 тысяч квадратных метров в полосе шириной 25 метров. Дымопуск продолжительностью 50 минут осуществляется путём испарения смеси S-IV с помощью выхлопных газов. Ширина непроницаемой завесы составляет 10 метров.[4]
- Сапёрный танк БТ-2, также СБТ — мостоукладчик. По состоянию на 1 февраля 1941 года в Ленинградском военном округе был только один такой танк. Дальнейшая судьба этого танка неизвестна.
  1. СБТ образца 1935 года имел башню, заменённую на железный колпак. Он мог перевозить два вида сапёрных мостов: 9-метровый мост без опор и два 9-метровых моста с опорами.
  2. СБТ образца 1936 года отличался новой конструкцией опор моста и пулемётной башенкой от танка Т-26 обр. 1931 года, которая позже была заменена на башенку Т-38.[4]
- ДМБТ — деревянный мост на танке БТ, разработанный в 1934 году под руководством Александрова. Он был создан для преодоления рвов шириной до 6 метров и эскарпов высотой до 2,5 метров.[4]

## Служба и боевое применение
Танки БТ-2, поступившие в войска, быстро стали рассматриваться скорее как учебные. Процесс их освоения личным составом шёл тяжело. Не особенно высокое качество сборки машин, помноженное на низкую квалификацию обслуживающего персонала, давало постоянные поломки. Их устранение затруднялось вечным дефицитом запчастей. Тем не менее, динамические возможности танка впечатляли, особо знамениты были прыжки танка на достаточно большие расстояния, с гордостью демонстрируемые высокому начальству и иностранным гостям. Первоначально БТ-2 поступили на вооружение мехкорпусов, после их расформирования — механизированных и танковых бригад.
Постепенно, по мере насыщения войск более совершенными танками, БТ-2 все больше переходили на выполнение учебных задач, как в частях, так и в учебных заведениях, где к концу 1930-х имелось до 130 танков БТ-2. В мае 1940 года все 597, находящихся к тому времени на вооружении РККА танков БТ-2, было решено «оставить как учебный парк до полного износа». Однако массовое формирование мехкорпусов вынудило вновь поставить в строй эти машины.
Впервые БТ-2 вступили в бой в ходе вторжение в Польшу.
Значительное их количество участвовало в Советско-финской войне. Так, в составе 1-й легкотанковой бригады имелось 82 БТ-2, большая часть из которых в ходе тяжёлых боёв вышла из строя по техническим причинам и была эвакуирована на завод. Были и боевые потери — 4 танка сгорело, 2 утонуло. После её завершения до 1 января 1941 года было списано 2 танка. 
| Наличие БТ-2 в РККА на 1 июня 1941 года | Наличие БТ-2 в РККА на 1 июня 1941 года | Наличие БТ-2 в РККА на 1 июня 1941 года | Наличие БТ-2 в РККА на 1 июня 1941 года | Наличие БТ-2 в РККА на 1 июня 1941 года | Наличие БТ-2 в РККА на 1 июня 1941 года | Наличие БТ-2 в РККА на 1 июня 1941 года | Наличие БТ-2 в РККА на 1 июня 1941 года | Наличие БТ-2 в РККА на 1 июня 1941 года | Наличие БТ-2 в РККА на 1 июня 1941 года | Наличие БТ-2 в РККА на 1 июня 1941 года | Наличие БТ-2 в РККА на 1 июня 1941 года | Наличие БТ-2 в РККА на 1 июня 1941 года | Наличие БТ-2 в РККА на 1 июня 1941 года | Наличие БТ-2 в РККА на 1 июня 1941 года | Наличие БТ-2 в РККА на 1 июня 1941 года | Наличие БТ-2 в РККА на 1 июня 1941 года | Наличие БТ-2 в РККА на 1 июня 1941 года | Наличие БТ-2 в РККА на 1 июня 1941 года | Наличие БТ-2 в РККА на 1 июня 1941 года | Наличие БТ-2 в РККА на 1 июня 1941 года | Наличие БТ-2 в РККА на 1 июня 1941 года |
| Модель                                  | Категория                               | ЛВО                                     | ПОВО                                    | ЗОВО                                    | КОВО                                    | ОдВО                                    | ЗакВО                                   | САВО                                    | ЗабВО                                   | ДВФ                                     | АрхВО                                   | МВО                                     | ПриВО                                   | ОрВО                                    | ХВО                                     | СКВО                                    | УрВО                                    | СибВО                                   | Рембазы                                 | Склады                                  | Всего                                   |
| БТ-2                                    | 2                                       | 137                                     |                                         | 39                                      | 115                                     | 24                                      | 1                                       |                                         | 10                                      | 1                                       |                                         | 37                                      | 3                                       | 46                                      |                                         | 2                                       |                                         |                                         |                                         |                                         | 415                                     |
| БТ-2                                    | 3                                       | 19                                      |                                         | 19                                      | 11                                      | 14                                      | 3                                       |                                         | 1                                       |                                         |                                         | 11                                      | 18                                      | 13                                      | 3                                       |                                         |                                         |                                         |                                         |                                         | 112                                     |
| БТ-2                                    | 4                                       | 4/1                                     |                                         | 10/8                                    | 1/1                                     | 3/2                                     |                                         | 3/3                                     |                                         | 1/1                                     |                                         | 16/12                                   | 4/2                                     | 6/3                                     |                                         |                                         |                                         |                                         | 5                                       |                                         | 53                                      |
| БТ-2 хим                                | 2                                       |                                         |                                         |                                         |                                         |                                         |                                         |                                         |                                         |                                         |                                         | 1                                       |                                         |                                         |                                         |                                         |                                         |                                         |                                         |                                         | 1                                       |
| Всего                                   | Всего                                   | 160/1                                   | —                                       | 68/8                                    | 127/1                                   | 41/2                                    | 4                                       | 3/3                                     | 11                                      | 2/1                                     | —                                       | 65/12                                   | 25/2                                    | 65/3                                    | 3                                       | 2                                       | —                                       | —                                       | 5                                       | —                                       | 581                                     |
| --------------------------------------- | --------------------------------------- | --------------------------------------- | --------------------------------------- | --------------------------------------- | --------------------------------------- | --------------------------------------- | --------------------------------------- | --------------------------------------- | --------------------------------------- | --------------------------------------- | --------------------------------------- | --------------------------------------- | --------------------------------------- | --------------------------------------- | --------------------------------------- | --------------------------------------- | --------------------------------------- | --------------------------------------- | --------------------------------------- | --------------------------------------- | --------------------------------------- |

Кроме того один БТ-ИС находились в Музее при НИАБТ Полигоне в МВО
По итогам советско-финляндской войны стала очевидной слабость вооружения БТ-2. Поэтому было принято решение о их коренной модернизации, то есть замены подбашенного листа и башни на новые, от машины БТ-5. Ремзавод № 48 20 мая 1941 года докладывал:
"Артимущество, указанное в графах "отремонтировано" и "требует ремонта" снято с машин при переделки последних с А-2 на А-5 (остались ДА-2 и 37-мм пушки)". В этих графах были указаны 11 спарок ДА-2 и 8 37-мм пушек. В таблице эти переделки учтены. Так же в БТ-5 химические с оборудованием ТДП-3 было переделано 7 БТ-2.
К 1941 году большинство танков БТ-2 были переведены в разряд учебно-боевых. С поступлением в танковые дивизии Т-34, машины старых типов передавались в кавалерийские дивизии. Однако некоторое количество БТ-2 продолжали входить в состав танковых и моторизованных дивизий мехкорпусов и участвовали в боях практически по всему фронту. Так, в 5-м мехкорпусе было 10 БТ-2, в 6-м мехкорпусе — 30, в 7-м мехкорпусе — 27, в 8-м мехкорпусе — 14, в 24-й танковой дивизии 10-го мехкорпуса — 139 и еще 18 — в 198-й мотодивизии этого корпуса. В ходе боёв эти сильно изношенные машины были быстро потеряны, так, в той же 24-й тд на 24 июля 1941 года уже не было ни одного БТ-2. По некоторым данным, ощущалась острая нехватка 37-мм снарядов, поскольку их производство было давно прекращено. Находившиеся во внутренних округах БТ-2 были спешно приведены в состояние боевой готовности и брошены в бои лета — осени 1941 года, и также были в своём большинстве быстро потеряны. Некоторое количество БТ-2 применялось в Московской битве, например, в 18-й танковой бригаде было 5 БТ-2. Отдельные машины этого типа встречались на фронте в 1942—1943 (в частности, имеется фотография пулемётного БТ-2 в бою, датируемая летом 1942). Некоторое количество этих машин имелось на Ленинградском фронте, например, летом 1943 их было 12. По некоторым данным, они воевали ещё в 1944 году. Удалось найти отчёт о действии танков БТ-2 из состава 102-го танкового полка 51-й танковой дивизии 23-го механизированного корпуса. 
К 22 июня 1941 года полк насчитывал всего 29 танков (14 БТ-2, из которых семь пулемётных, и 15 Т-26). 7 и 8 июля 102-й полк разгружался на новом месте и приводил в порядок матчасть, перед броском на Витебск. Здесь же были получены на пополнение ещё 14 танков - 8 БТ-2/БТ-5 (в документе сказано «БТ-2 и несколько БТ-5», но разбивки по типам нет) и 6 Т-26. Все 43 боевые машины полка были объединены в сводный танковый батальон под командованием капитана Адильбекова. За период боевых действий под Витебском, Рудней и последующим отходе на Смоленск, 102-й полк потерял 20 из имевшихся к началу боев 22 «бетешек». В новосформированной 110-й танковой дивизии (созданной на базе 51-й танковой дивизии) по состоянию на 20 июля 1941 года имелось 225 танков, из них 64 БТ-2/5 (БТ-2 не менее 19 штук).
| Наличие БТ-2 в войсках на дату |             |             |               |             |               |
| 1 янв. 1936                    | 1 янв. 1938 | 1 июня 1940 | 15 сент. 1940 | 1 янв. 1941 | 1 апреля 1941 |
| 601                            | 614         | 508         | 545           | 567         | 563           |

## Сохранившиеся экземпляры

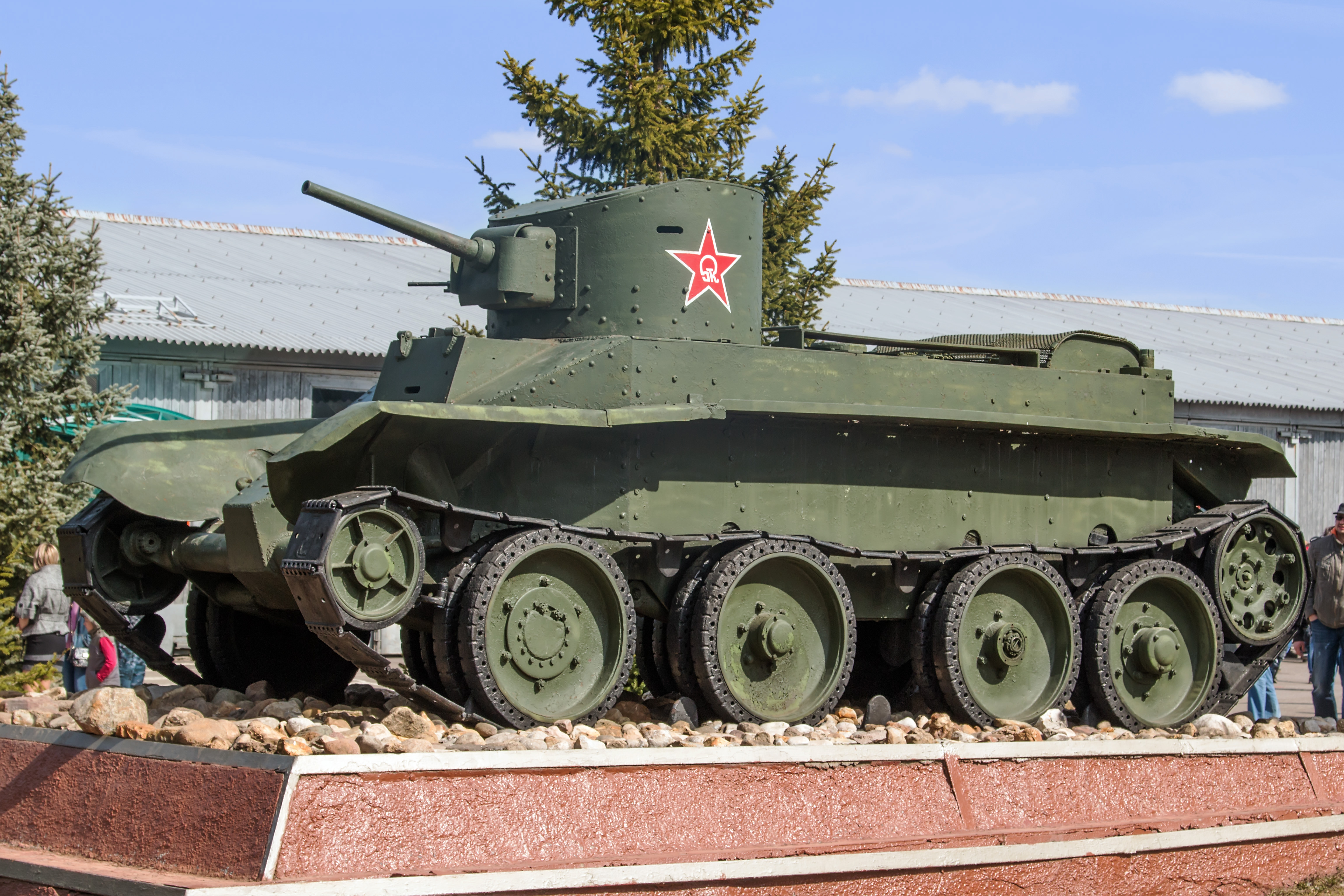
БТ-2М в Кубинке.

На данный момент ни одного танка БТ-2 не сохранилось.
Вместе с тем, в Музее бронетанковой техники в Кубинке имеется любопытный гибрид, представляющий собой БТ-5 с установленным на него подбашенным листом и башней БТ-2.

## Оценка машины
БТ-2 был, безусловно, этапным танком для советской промышленности. Достаточно сравнить его с предшествующим советским танком Т-18. На БТ-2 впервые в конструкции серийного танка были введены мощный двигатель (по удельной мощности БТ-2, вероятно, остался непревзойдённым по сей день; для сравнения, у Т-80У 27 л. с./т), колёсно-гусеничный ход, свечная подвеска, пушка с мощной баллистикой. Его серийное производство стало большим успехом молодой советской промышленности.
На момент производства БТ-2 был одним из лучших танков мира. Он имел выдающуюся для тех времён скорость и мощное вооружение (в пушечно-пулемётном варианте). БТ-2 продолжал оставаться вполне «на уровне» до середины 1930-х годов. В то же время БТ-2 имел ряд недостатков:
- слабое (преимущественно пулемётное) вооружение большинства танков;
- низкая надёжность;
- недостаточная численность экипажа;
- неудобство обзора из танка;
- отсутствие радиостанции;
- неудачное расположение пулемёта (сбоку башни);
- неудобство работы экипажа.

Большинство недостатков были связаны с недоработанностью проекта и проблемами в организации серийного производства. В значительной мере они были устранены на следующей модификации — БТ-5.
К 1941 году БТ-2 уже явно устарел, особенно пулемётные модификации. Его броня защищала только от пуль стрелкового оружия и с близких дистанций пробивалась имеющимися в вермахте в большом количестве 7,92-мм противотанковыми ружьями, не говоря о 37-мм противотанковых пушках, которые могли поразить танк и с километрового расстояния. Также БТ-2 легко поражался любым немецким танком, кроме пулемётного PzKpfw I. Соответственно, он мог использоваться в основном для разведки, патрулирования и других вспомогательных целей. Хорошие динамические возможности (правда, с поправкой на сильную изношенность) давали возможность использовать этот танк в составе крупных танковых соединений. Увы, обстановка первого года войны не способствовала лихим танковым рейдам советских войск по тылам противника, в которых БТ-2 мог оказаться весьма кстати. Использование же этого танка для поддержки пехоты неизбежно вело к большим потерям. Пушка БТ-2 позволяла ему бороться с немецкими лёгкими танками PzKpfw I, PzKpfw II, PzKpfw 35(t), PzKpfw 38(t) (с последними — при стрельбе в борт, и то, ранних модификаций). Поразить средние танки PzKpfw III, PzKpfw IV было затруднительно, шанс появлялся только при стрельбе в борт с близких дистанций под углом, близким к нормали.
Абсурдно, но можно попытаться сравнить БТ-2 с немецкими танками начала войны. Пулемётные модификации БТ-2 по возможностям близки к PzKpfw I, уступая ему в приборах наблюдения, но превосходя того по скорости. Пушечно-пулемётная модификация ближе к PzKpfw II, по сравнению с которым БТ-2 хуже бронирован (кроме ранних модификаций немецких танков), слабее по приборам наблюдения и связи, имеет несколько большие размеры, но имеет более мощную пушку и большую скорость. Сравнение с PzKpfw 35(t) уже скорее не в пользу советского танка. 35(t) несколько лучше бронирован, имеет больше пулемётов (к тому же, удобнее расположенных) и примерно такую же пушку, но имеют значительное преимущество в приборах наблюдения и связи. Размеры 35(t) также были меньше, манёвренность лучше. Советский танк выигрывает лишь в скорости. Сравнение же PzKpfw 38(t) или PzKpfw III, особенно поздних модификаций, уже не оставляет советскому танку никаких шансов, главным образом по причине лучшего бронирования немцев и наличия у них более многочисленного экипажа.
Конечно, на 1941 год БТ-2 обладал достаточно скромными характеристиками. Но никогда не стоит забывать, что с этого не очень надёжного, слабо бронированного и вооружённого танка ведёт своё начало линия советских танков БТ, чьё развитие привело в итоге к созданию знаменитого Т-34.

## Интересные факты
Испытатель Евгений Кульчицкий вспоминает анекдотичный факт периода начального освоения выпуска БТ-2:
«Долгое время танки БТ-2...преодолев территорию завода, останавливались, как вкопанные, едва достигнув заводского свинарника. Этот злосчастный свинарник стал предметом насмешек и довольно злых подковырок, его поминали на оперативных совещаниях у директора завода, в разговорах специалистов и даже в кабинетах Главного броневого управления наркомата обороны СССР».

## В компьютерных играх
БТ-2 представлен в:
- ММО-игре «World of Tanks», как лёгкий танк II-го уровня дерева развития СССР;
- ММО-игре для Android-платформ «World of Tanks Blitz», как лёгкий танк II-го уровня дерева развития СССР.
- RTS-игре «Call to Arms: Gates of Hell — Ostfront», как легкий танк армии СССР в режиме с «1939-1941 год».

## В моделизме
Модель на данный момент производит только HobbyBoss в 1/35 масштабе с пулемётным и пушечным вооружением